# Kampå
Kampå är en tätort i Nes kommun i Akershus fylke i sydöstra Norge. Tätorten hade 959 invånare den 1 januari 2022.